# Championnat d'Écosse féminin de football 2011
Navigation
Édition précédente Édition suivante
La saison 2011 du Championnat d'Écosse féminin de football (Scottish Women's Premier League) est la dixième saison du championnat. Le Glasgow City Ladies Football Club remet son titre en jeu.
Onze équipes disputent la compétition. L'équipe réserve du Celtic a remporté le championnat de deuxième division en 2010 mais se retrouve dans l'incapacité de disputer la première division puisque le règlement de l'épreuve prévoit que chaque club ne peut être représenté que par une seule équipe en première division. De ce fait c'est le second du championnat, Hutchison Vale qui est promu et qui remplace numériquement Aberdeen Ladies Football Club. Dundee United Sports Club et Boroughmuir Thistle renoncent peu avant le début de la compétition. Falkirk Ladies Football Club se voit alors proposé d'intégrer le championnat en février 2011.
Lors de la dix-septième journée du championnat Glasgow City est garanti de remporter leur cinquième titre consécutif de championnes d'Écosse.
En raison du manque de clubs susceptibles d'être promus, FC Kilmarnock Ladies, malgré une dernière place sans aucune victoire évite la relégation et disputera la Premier League en 2012,.

## Classement
Chaque club dispute deux rencontres contre chacun de ses adversaires.
| Rang | Équipe                  | Pts | J  | G  | N | P  | Bp  | Bc  | Diff |
| ---- | ----------------------- | --- | -- | -- | - | -- | --- | --- | ---- |
| 1    | Glasgow City T          | 60  | 20 | 20 | 0 | 0  | 136 | 6   | +130 |
| 2    | Spartans FCWG           | 45  | 20 | 14 | 3 | 3  | 84  | 37  | +47  |
| 3    | Hibernian Ladies        | 42  | 20 | 13 | 3 | 4  | 80  | 25  | +55  |
| 4    | Celtic Ladies           | 41  | 20 | 13 | 2 | 5  | 79  | 24  | +55  |
| 5    | Forfar Farmington       | 40  | 20 | 13 | 1 | 6  | 32  | 26  | +6   |
| 6    | Hamilton Academical WFC | 27  | 20 | 8  | 3 | 9  | 56  | 43  | +13  |
| 7    | Rangers Ladies          | 26  | 20 | 7  | 5 | 8  | 51  | 50  | +1   |
| 8    | Inverness City          | 17  | 20 | 5  | 2 | 13 | 24  | 82  | -58  |
| 9    | Hutchison ValeP         | 16  | 20 | 5  | 1 | 14 | 41  | 67  | -26  |
| 10   | Falkirk Ladies FCP      | 6   | 20 | 2  | 0 | 18 | 13  | 114 | -101 |
| 11   | FC Kilmarnock Ladies    | 0   | 20 | 0  | 0 | 20 | 10  | 132 | -122 |

| Légende : Qualifications et relégations | Légende : Qualifications et relégations                                                                            |
| --------------------------------------- | --- |
|                                         | Ligue des champions féminine de l'UEFA 2012-2013                                                                   |
|                                         | T' : Tenant du titre P : Promu C : Vainqueur de la Coupe d'Écosse 2011 'L : Vainqueur de la Coupe de la Ligue 2011 |

le FC Kilmarnock Ladies a fait jouer une joueuse non qualifiée lors de sa victoire 2-0 sur Falkirk le 26 juin 2011. Le résultat est donc annulé et la victoire est donnée sur tapis vert à Falkirk sur le score de 3-0.

## Bilan de la saison
| Championnat d'Écosse de football 2011            |                                           |
| Champion                                         | Glasgow City Football Club (5e titre)     |
| Dauphin                                          | Spartans Football Club Women's and Girl's |
| Qualifications continentales                     |                                           |
| Ligue des champions féminine de l'UEFA 2012-2013 | Glasgow City Football Club                |
| Promotions et relégations                        |                                           |
| Promus en Championnat d'Écosse de football       |                                           |
| Relégués en Championnat d'Écosse de football     | Aucun                                     |